# クロサギ (鳥)
クロサギ（黒鷺、学名：Egretta sacra）は、ペリカン目サギ科に分類される鳥類の一種である。

## 分布
東アジア、東南アジアからオーストラリア、ニュージーランド、ミクロネシアにかけて分布する。北方で繁殖した個体は、冬季南方へ渡る。
日本では、太平洋側では房総半島以西、日本海側では男鹿半島以南で繁殖するが、やや局地的で数は多くない。北海道や青森県でも記録がある。本州の中部以南では留鳥として周年生息するが、それより北の地域では夏鳥である。

## 形態
全長は63cm。中型のサギ。黒色型と白色型が存在する。
- 黒色型 - 全身を覆う羽毛はすすけた黒色。
- 白色型 - 全身を覆う羽毛は白色。

九州以北では黒色型が分布するが、南西諸島では白色型の割合が増える。また、黒い羽と白い羽が両方ある（体色が灰色というわけではない）中間型も少数存在する。雌雄同色である。九州以北に多い黒色型は黒い岩場に適応し、南西諸島に多い白色型は白い砂浜・サンゴ礁に適応したものと考えられている。
後頭部に房状の短い冠羽があるが、雄の方がやや豊かである。また、繁殖期に白色型は黒色型よりも冠羽が伸びる傾向がある。嘴は太くて長く、色は淡いオリーブ色、褐色、黄褐色など個体変異が激しい。足は比較的短く黄緑色または緑褐色の個体が多い。虹彩は黄色で、眼先は黄緑色である。

## 生態
主に海辺の岩場や珊瑚礁に生息するが、干潟や河口にいることもある。コロニーは形成せず、単独もしくはペアで生活する。昼行性。海上を低空飛行し、獲物を探す。
食性は肉食性で、魚類、甲殻類、貝類等を食べる。
繁殖形態は卵生で、海辺の樹木や岩の上に営巣し、1回に2 - 5個の卵を産む。抱卵期間は25 - 28日で、雌雄で抱卵し育雛も雌雄共同で行う。雛は孵化後35 - 40日で巣立つ。

## 亜種
以下の2亜種に分類される。
- Egretta sacra sacra クロサギ
- Egretta sacra albolineata ニューカレドニア、ロアイヨーテ諸島に分布する。

## Status
LEAST CONCERN (IUCN Red List Ver. 3.1 (2001))

## 人間との関係
海岸に生息するため、釣り人の増加が個体数や繁殖の減少に影響するとする説もある。